# Lauberhornrennen

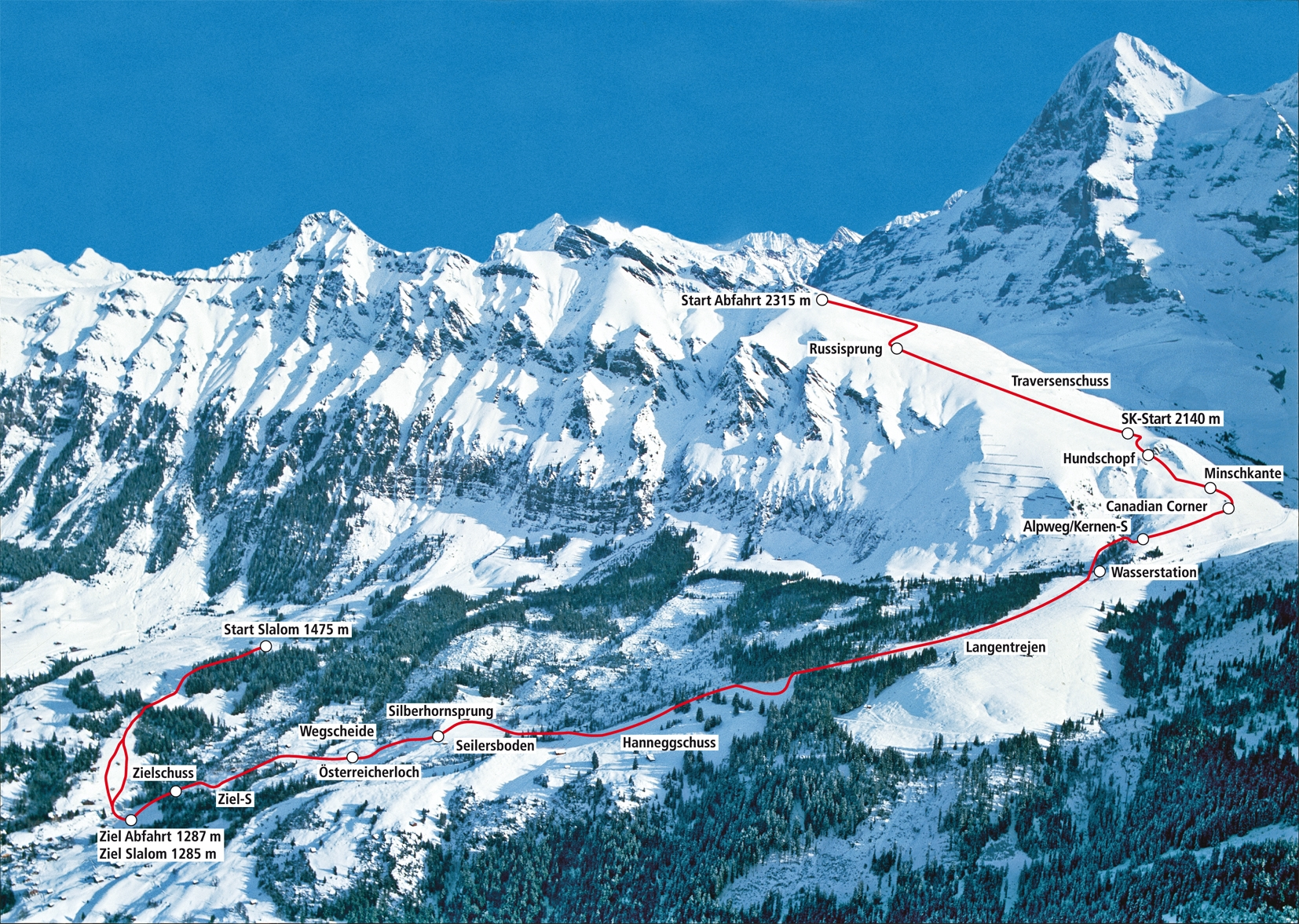
Streckenplan von Abfahrt und Slalom

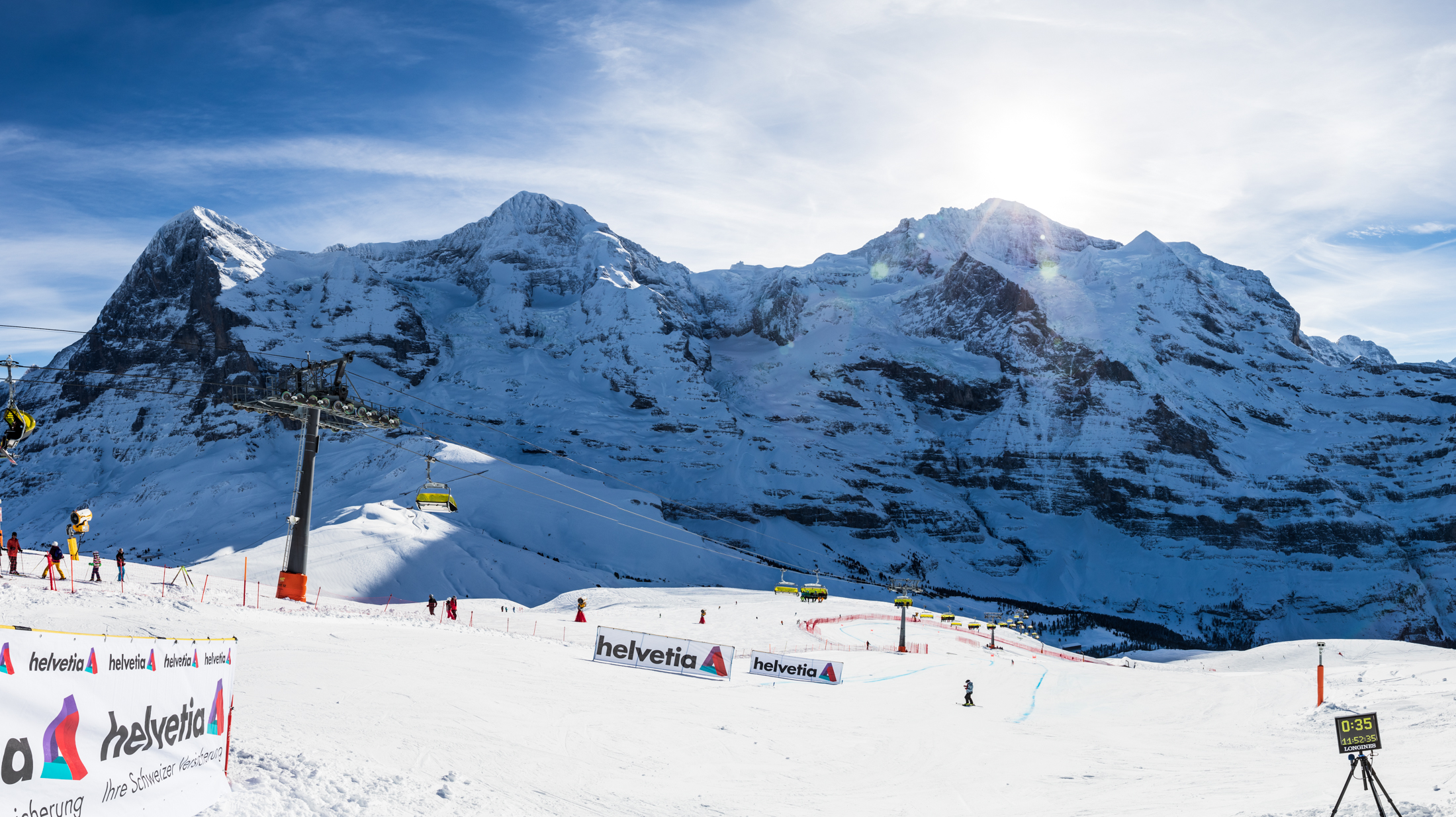
Blick vom Starthaus der Lauberhornabfahrt auf Eiger, Mönch, Jungfrau

Das Lauberhornrennen ist ein von der FIS veranstaltetes Skirennen mit einer Abfahrt, einem Slalom und einem Super-G (früher einer Kombination). Es findet seit 1930 jährlich in Wengen im Berner Oberland in der Schweiz statt. Benannt ist das Rennen nach dem 2472 Meter hohen Lauberhorn, auf dessen Schulter die Abfahrt beginnt.
Bekannt ist vor allem die Lauberhornabfahrt. Sie ist mit ca. 4,5 km Länge und mit Fahrzeiten um 2:30 Minuten die längste aller Abfahrten im Weltcup und weist mit knapp 160 km/h auch die höchste Maximalgeschwindigkeit auf.
Das Lauberhornrennen zählt zu den Klassikern des Alpinen Skiweltcups und wird traditionellerweise im Januar durchgeführt, eine Woche vor dem Hahnenkammrennen in Kitzbühel. Am Freitag steht neu ein Super-G fix auf dem Programm. 2022 übernahm Wengen den in Lake Louise und Bormio abgesagten Super-G. Es war das erste Rennen in dieser Disziplin seit 1994. Es folgen die Abfahrt am Samstag und der Slalom auf der Piste Jungfrau / Männlichen am Sonntag.

## Geschichte

### Überblick

Logo 75 Jahre Lauberhornrennen

Ernst Gertsch gründete 1930 das Lauberhornrennen. Der Rekordsieger in der Abfahrt ist Karl Molitor, der zwischen 1939 und 1947 sechs Siege feierte. Viermal in Serie (1955 bis 1958) hat Toni Sailer gewonnen. Den Slalom konnte Ivica Kostelić viermal gewinnen; Anderl Molterer, Guy Périllat, Ingemar Stenmark, Benjamin Raich und Henrik Kristoffersen je dreimal.
Die erfolgreichsten Nationen sind die Schweiz mit 76 Siegen (33 in der Abfahrt, 18 im Slalom, 2 im Super-G und 23 in der Kombination) und Österreich mit 74 Siegen (31 in der Abfahrt, 20 im Slalom und 23 in der Kombination). (Stand: 18. Januar 2025)
Auf Bestreben der Association Internationale des Journalistes de Ski (AIJS) und Karl Erb waren die Lauberhornrennen Anfang der 60er-Jahre die ersten im alpinen Skizirkus mit einem provisorischen Pressezentrum, das zunächst in einem Hotel, später in einer Schule eingerichtet wurde. Seit Einführung des Weltcups 1967 ist das Lauberhornrennen fester Bestandteil dieser Rennserie. 1991 verunglückte Gernot Reinstadler im Training beim Ziel-S tödlich, woraufhin alle Rennen in diesem Jahr abgesagt wurden. Den bis 2025 gültigen Streckenrekord von 2:24,23 min hielt der Italiener Kristian Ghedina mit seinem Sieg im Jahr 1997, wobei er eine Durchschnittsgeschwindigkeit von 106,33 km/h erreichte. Im Rennen 2025 setzte Marco Odermatt mit 2:22,58 min einen neuen Streckenrekord, was einer Durchschnittsgeschwindigkeit von 112,36 km/h entspricht.
Die Lauberhornrennen haben sich zu einem Grossereignis mit einem Millionenbudget entwickelt und ziehen jedes Jahr Tausende Zuschauer an. 2011 wurde mit insgesamt 62'000 Zuschauern (davon 35'000 bei der Abfahrt) ein neuer Rekordwert erzielt. Eingebürgert hat sich als Attraktion jeweils eine Eröffnungsflugschau der Patrouille Suisse.

### Bemerkungen zu einzelnen Rennen
- 1930: Ende der 1920er-Jahre herrschte beim Schweizer Team eine Art Panikstimmung, denn die britischen Skiläufer schienen ihm den Rang abzulaufen. Die von Schweizer Trainern ausgebildeten Engländer hatten mehrere (wenn auch nicht immer bestbesetzte) Rennen gewonnen, weshalb die Schweizer Zeitungen voll mit Meldungen waren. Es ging demnach um den Lebensunterhalt vieler Schweizer Skilehrer, denn die Briten hatten angekündigt, künftig ihre Ferien am Arlberg verbringen zu wollen, weil sie in der Schweiz nichts mehr lernen könnten. Aus dieser Not heraus wurde eigentlich das Lauberhornrennen geschaffen: Christian Rubi und Ernst Gertsch nahmen fast heimlich das Training auf und wurden dann auch die ersten Sieger. Wenngleich Bill Bracken die Kombination gewann, war der englische Ansturm abgewiesen, ergo die Existenz der Skilehrer gesichert.[4]
- 1939: Karl Molitor feierte seinen Erfolg mit einer besonderen Taktik: Am Abend vor dem Rennen erklärte ihm der Schullehrer, dass er mit seinen Schülern für ihn zwischen zwei Toren eine Abkürzung stampfen würde. Wo die Piste eine Rechtskurve mache, führe die Abkürzung auf direktem Weg zum nächsten Tor. Molitors Privatpiste war aber nur eine Skilänge breit und daher konnte er kaum bremsen und wurde so schnell, dass er dort, wo er wieder auf die Piste kam, stürzte. Er fuhr trotzdem weiter und gewann mit neun Sekunden Vorsprung.
- 1945: Sechs Italiener, welche in Mürren als Flüchtlinge interniert waren, nahmen am Lauberhornrennen teil. Weil das niemand wissen durfte, starteten sie unter Pseudonymen wie «Blitz» und «Donner».
- 1946: Fast ähnlich wie 1930 gestaltete sich die Situation für das Schweizer Team vor diesen Rennen, denn zwei Wochen zuvor war es in Megève von den französischen Läufern vernichtend geschlagen worden. Wiederum gab es dementsprechendes Rauschen im Blätterwald und all die bangen Fragen. Es gelang den Schweizern erneut, eine Korrektur der zuvor erlittenen Schlappe zu bewerkstelligen.[4] 1946 nahmen nur Läufer und Läuferinnen aus der Schweiz und aus Frankreich teil. Am 23. Februar wurden sowohl ein Langlauf von 16 Kilometern als auch Abfahrtsläufe für Damen und Herren veranstaltet. Edy Schild aus Kandersteg führte vor Niklaus Stump aus Wildhaus, Robert Zurbriggen aus Saas-Fee und Hans Schoch aus Urnäsch einen Vierfach-Sieg für die Schweiz an vor dem Franzosen Walter Jeandel aus Baragets. Die Abfahrt der Damen ging an die Französin Georgette Thiollière vor der Lokalmatadorin Hedy Schlunegger und Olivia Ausoni. Bei der Herren-Abfahrt wurde auch eine Juniorenklasse mit Alfred Stäger aus Mürren als Sieger gewertet. Der Franzose Jean Blanc (St. Bon Savote) gewann die allgemeine Klasse vor Karl Molitor und Edy Rominger aus St. Moritz.
Am 24. Februar gab es nordische Wettbewerbe mit dem Skispringen und damit verbunden einer Nordischen Kombination: Nikolaus Stump gewann beide Wettbewerbe: das Springen vor Hans Zurbriggen und James Couttet, die Kombination vor Walter Jeandel und Roger Bozon.
Der Damenslalom endete mit einem französischen Doppelsieg durch Lucienne Schmidt vor Georgette Thiollière und Olivia Ausoni. Georgette Thiollière mit 0,26 Punkten vor Olivia Ausoni und Hedy Schlunegger lautete der Endstand in der Kombination.
Bei den Herren gingen die Siege im Slalom und in der Kombination jeweils an die Schweiz vor Frankreich: nämlich Otto von Allmen aus Wengen vor James Couttet und Karl Molitor. Molitor holte den Kombi-Sieg vor Jean Blanc und Edy Rominger.
Es wird auch davon berichtet, dass die fünf Besten des Schweizer Herren-Slalomteams eine neue technische Errungenschaft, den sogenannten «Columbus-Vertikalzug», verwendet hatten, wodurch die Skiführung und -beherrschung wesentlich erleichtert werden sollte. Es handelte sich um einen um den Knöchel geschnallten Riemen, der mittels eines Hakens am Ski montiert wurde und eine sehr angenehme Vertikalzugswirkung verlieh.[5]
- 1954: Bei der Abfahrt am 9. Januar fielen von 63 gestarteten Läufern 18 durch Sturz bzw. Disqualifikation aus, und 18 weitere gemeldete Fahrer starteten nicht; die Formulierung Österreicherloch wurde geboren, weil im Seilersboden gleich sieben Österreicher (darunter Toni Sailer, Walter Schuster und Anderl Molterer) stürzten. Trotzdem gab es einen dreifachen Sieg der österreichischen Fahrer, wobei Sieger Christian Pravda, der die Startnummer 6 trug, in 3:23,2 um exakt elf Sekunden schneller war als der Zweitplatzierte Martin Strolz.[6][7][8]
- 1958: Die Abfahrt fand auf einer verkürzten Strecke statt, da es nicht möglich gewesen war, die gesamte Strecke zu präparieren. Die Siegerzeit von Toni Sailer betrug somit nur 2:25,2 Minuten.[9][10]
- 1959: Lange war fraglich, ob die Schweizer mit dem besten Aufgebot antreten würden, denn Roger Staub und zwei weitere Teammitglieder waren wegen einer offensichtlichen zivilen Angelegenheit, die sich im Dezember 1958 ereignet hatte (genannt «Zürcher Kino-Affäre»), vom Verband gesperrt worden, worauf 13 Team-Mitglieder unter deren Captain Georges Schneider aus Solidarität eine Nichtteilnahme angekündigt hatten.[11] Letztlich stellte sich heraus, dass der Verband die Sperre voreilig bzw. zu Unrecht ausgesprochen hatte, weshalb sie noch vor der Abfahrt aufgehoben wurde.[12][13]
- 1960: Trotz zwei Startverschiebungen wegen dichten Nebels und einer Streckenverkürzung waren die ersten Starter stark benachteiligt. Von der Favoritengruppe der ersten 15 Fahrer kamen nur zwei Mann unter die ersten zehn, von den nächsten 15 Fahrern dann sieben. Sieger wurde Willi Bogner, der mit Startnummer 25 gestartet war.[14][15] Zudem wurde erstmals eine offizielle Trainingsfahrt durchgeführt, die damals unter der Bezeichnung «Probeabfahrtsrennen» lief und einen Tag vor der eigentlichen Abfahrt gefahren wurde. Diese Trainingsfahrt war von der FIS auf deren 22. Kongress im Juni 1959 in Stockholm beschlossen worden.[16]
- 1962: Aufgrund der Witterungsverhältnisse mussten das Abfahrts- und zwei Riesenslalom-Rennen (jenes vom 13. Januar hätte für die Kombination gezählt) abgesagt werden. Es wurde nur am 14. Januar ein Slalom ausgetragen.[17][18][19]
- 1964: Es konnte keine Abfahrt ausgetragen werden, stattdessen wurden zwei Riesenslaloms am Freitag und Samstag (10. und 11. Januar) ausgetragen;[20] beide wurden von Egon Zimmermann gewonnen.[21][22]
- 1965: Kurz vor dem Start von Stefan Sodat lichtete sich der Nebel. Der Österreicher mit Startnummer 30 fuhr Bestzeit, doch die Fotografen hatten ihre Positionen bereits verlassen. Deshalb musste der Fahrer nach dem Rennen nochmals zum Ziel-S hinaufsteigen, damit diese dennoch zu ihrem Siegerbild kamen Zu diesem Zeitpunkt führte Karl Schranz vor den beiden Teamkollegen Heini Messner und Hugo Nindl, dann kam der erste Nicht-Österreicher, der Schweizer Jean-Daniel Dätwyler. Es gab einen fünffachen österreichischen Sieg, da noch Werner Bleiner mit Nr. 34 Zweiter wurde.[23][24]
- 1971: Die Rennen am 16./17. Januar fanden in St. Moritz statt; in der Abfahrt feierte die Schweiz einen Dreifachsieg, angeführt von Walter Tresch. Der Slalom ging an Tyler Palmer (USA), die Kombination an Gustav Thöni.[25]
- 1972: Entgegen der Tradition startete diesmal das Hahnenkammrennen eine Woche vor den für 22./23. Januar terminierten Lauberhorn-Wettbewerben. Die Abfahrt in Wengen am 22. Januar musste abgesagt werden,[26] es gab nur den Slalom am 23. Januar, bei dem mehrere Fahrer mit höheren Startnummern in die Spitzenränge fuhren: der Dritte Bob Cochran (USA) mit Nr. 34, der Sechste Aurelio García Oliver (Spanien) mit Nr. 45, der Siebte Georg Sonnenberger aus Dachau mit Nr. 56 und der Neunte Hans Hinterseer bei einem seiner ersten Weltcup-Auftritte mit Nr. 45.[27] Die Abfahrt wurde zwar am 15. März 1972 in Gröden nachgeholt, aber im Gegensatz zu 2004 mit Ersatzort Garmisch-Partenkirchen nicht als «Lauberhorn-Abfahrt» gewertet, wenngleich mit Bernhard Russi ein Schweizer gewann.[28]
- 1973: Die Abfahrt fand am 13. Januar am Ersatzort Grindelwald statt, wobei die Schweiz durch Bernhard Russi und Roland Collombin einen Doppelsieg feierte. Es gab auch eine Kombinationswertung mit dem am 14. Januar in Wengen gefahrenen und von Christian Neureuther gewonnenen Slalom; diese wurde von Henri Duvillard gewonnen.[29]
- 1975: Erstmals seit 1969 konnte die Abfahrt am 11. Januar 1975 wieder auf voller Länge gefahren werden; Franz Klammer stellte mit 2:35,19 einen neuen Streckenrekord auf und distanzierte den Zweitplatzierten Herbert Plank um 3,54 Sekunden, ein für Verhältnisse des seit 1967 bestehenden Weltcups bemerkenswerter Vorsprung. Als Karl Schranz 1969 gewonnen hatte, hatte seine Siegerzeit 3:01,6 betragen. Die von Gustav Thöni gewonnene Kombination ist die erste Lauberhorn-Kombination, welche auch als Weltcup gewertet wurde.[30]
- 1976: Die Lauberhorn-Kombination 1976 war die einzige Weltcup-Kombination (und auch der einzige andere Wettbewerb neben der Abfahrt), welche von Franz Klammer gewonnen wurde: Abfahrtssieg am 10. Januar und Rang 29 im Slalom (mit Nr. 67) am 11. Januar bedeuteten einen knappen Sieg mit 1,12 Punkten vor Gustav Thöni.[31]
- 1978: Die Abfahrt fiel wegen schlechten Wetters aus.[32] Sie wurde, ohne Kombinationswertung, am 10. März in Laax nachgeholt.[33]
- 1980: Die Doppelabfahrt am 18./19. Januar (die erste davon als Ersatz für jene am 22. Dezember 1979 in Schladming abgebrochene) war die erste in der 50-jährigen Lauberhorn-Renngeschichte.[34][35]
- 1982: Abfahrt und Slalom wurden an einem Tag (24. Januar) gefahren. Zwar wurde die Abfahrt programmgemäss am Samstag, dem 23. Januar gestartet, musste jedoch vor dem 14. Fahrer wegen Nebels abgebrochen werden. Zu diesem Zeitpunkt führte Franz Klammer vor sechs Teamkollegen. Die am nächsten Tag gefahrene Abfahrt brachte einen Vierfachsieg für Österreich mit Harti Weirather als Sieger. Das Rennen wurde schon am Vormittag gefahren. Am Nachmittag wurde der Slalom ausgetragen, bei dem Phil Mahre siegte.[36] Die für den Weltcup zählende Kombination setzte sich allerdings aus dem Riesenslalom von Adelboden und der Lauberhorn-Abfahrt zusammen. Dabei wurden nur elf Fahrer klassiert, von denen einzig der Sieger Pirmin Zurbriggen zur Weltspitze gehörte.[37]
- 1983: Sowohl die Abfahrt als auch der Slalom konnten wegen enormer Schneefälle nicht durchgeführt werden.[38] Die Abfahrt fand eine Woche später (am 21. Januar 1983) in Kitzbühel statt;[39] der Slalom hätte am 8. Februar in Garmisch-Partenkirchen nachgetragen werden sollen, ehe er am 11. Februar in Le Markstein gefahren wurde, womit auch die Lauberhorn-Kombination auf diese Weise mit Sieger Phil Mahre (er war in Kitzbühel Zwölfter und in Markstein Dritter geworden) feststand.[40]
- 1985: Im Training holte der Kanadier Brian O’Connor den vor ihm gestarteten Portugiesen ein. Am Freitag, 18. Januar, wurde bereits eine zusätzliche Abfahrt ausgetragen. Die Originalabfahrt wurde vom 19. Januar auf den 20. Januar verschoben,[41] so dass der Slalom erst am Montag ausgetragen werden konnte.[42]
- 1986: Die Rennen waren ausnahmsweise erst für den 1. und 2. Februar angesetzt, wobei am 31. Januar auch ein Ersatzrennen für die eine Woche zuvor geplante Kandahar-Abfahrt von St. Anton hätte stattfinden sollen. Die beiden Abfahrtsrennen konnten aber wegen Schneeverwehungen nicht durchgeführt werden;[43] es wurde nur der Slalom ausgetragen.[44] Das Abfahrtsrennen von St. Anton wurde am 7. Februar in Morzine nachgeholt,[45] die Lauberhornabfahrt am 21. Februar in Åre. Es kam auch zu einer Kombinations-Wertung.[46]
- 1987: Die Kombination wurde von Pirmin Zurbriggen gewonnen. Er war allerdings der Einzige in der Wertung, denn nur er startete sowohl in der Abfahrt am 17. Januar (Rang 9) als auch im Slalom am 18. Januar (Rang 10).[47]
- 1998: Der Lauberhorn-Slalom wurde am 18. Januar 1998 in Veysonnaz gefahren und von Thomas Stangassinger gewonnen. Die von Hermann Maier in Wengen gewonnene erste Abfahrt vom 16. Januar 1998 wurde für die Lauberhornkombination herangezogen, welche den Sieg für Hermann Maier (Slalom Rang 10) brachte.
- 2001: Im Slalom gab es einen zu Weltcupzeiten noch nie dagewesenen Fünffachsieg für Österreich: Sieger war Benjamin Raich; Rainer Schönfelder, Mario Matt, Florian Seer und Kilian Albrecht belegten die weiteren Plätze. Erst auf Rang 6 folgte mit Mitja Kunc (Slowenien) ein Nichtösterreicher.
- 2004: Der Schweizer Abfahrer Didier Cuche erhielt als Lauberhorn-Abfahrtssieger 2004 einen Platz auf den Ehrentafeln in Wengen, nachdem er am 30. Januar 2004 die (zum Weltcup zählende) Ersatzabfahrt in Garmisch-Partenkirchen gewonnen hatte. Auf der Originalstrecke wurde er bis zu seinem Karriere-Ende 2012 nie Erster. Eine Kombinationswertung gab es 2004 nicht.
- 2007: Mario Matt gewann die Kombination als Erststartender (somit als «netto» Dreissigster nach der Abfahrt); in Wirklichkeit erreichte er lediglich Rang 34. Durch Startverzichte rückte er jedoch genau in das Feld der besten 30 vor und profitierte somit von der bis damals geltenden Regelung, die danach geändert wurde. Als Nummer 1 des Slaloms nützte er die noch sehr gute Piste optimal, während die später Startenden durch die immer weicher werdenden Verhältnisse benachteiligt waren. Zudem schied Bode Miller als potentieller Sieganwärter (Zweiter der Kombi-Abfahrt) mit deutlichem Vorsprung auf Matt aus.
- 2008: Das Programm musste wegen der Wetterbedingungen geändert werden: Der Slalom fand schon am Samstag statt, die Abfahrt erst am Sonntag.
- 2017: Die Abfahrt musste wegen Schneefalls abgesagt werden, und auch die Kombination am Vortag wurde durch das Wetter beeinträchtigt. Der Slalomlauf wurde vorgezogen, und die führenden Favoriten wurden in der Abfahrt durch Schneefall beeinträchtigt, so dass am Schluss früh gestartete Fahrer die Spitzenränge belegten, die alle drei – Niels Hintermann, Maxence Muzaton und Frederic Berthold – zuvor noch nie im Weltcup auf dem Podest gestanden hatten.[48]
- 2021: Auf Grund der COVID-19-Pandemie sollte das Rennen ohne Zuschauer ausgetragen werden.[49] Im Vorfeld wurde das Skigebiet für private Skifahrer geschlossen.[50] Am 11. Januar entschied der Kanton Bern nach einer Häufung von Fällen, die Veranstaltung abzusagen.[51]

## Siegerliste
| Jahr | Abfahrt                                      | Slalom                     | Kombination             | Super-G                 |
| ---- | -------------------------------------------- | -------------------------- | ----------------------- | ----------------------- |
| 2025 | Marco Odermatt                               | Atle Lie McGrath           | ---                     | Franjo von Allmen       |
| 2024 | Marco Odermatt 8                             | Manuel Feller              | ---                     | Cyprien Sarrazin        |
| 2023 | Aleksander Aamodt Kilde                      | Henrik Kristoffersen       | ---                     | Aleksander Aamodt Kilde |
| 2022 | Vincent Kriechmayr Aleksander Aamodt Kilde 8 | Lucas Braathen             | ---                     | Marco Odermatt 9        |
| 2021 | ---                                          | ---                        | ---                     |                         |
| 2020 | Beat Feuz                                    | Clément Noël               | Matthias Mayer 1        |                         |
| 2019 | Vincent Kriechmayr                           | Clément Noël               | Marco Schwarz 1         |                         |
| 2018 | Beat Feuz                                    | Marcel Hirscher            | Victor Muffat-Jeandet 1 |                         |
| 2017 | ---                                          | Henrik Kristoffersen       | Niels Hintermann 1      |                         |
| 2016 | Aksel Lund Svindal                           | Henrik Kristoffersen 7     | Kjetil Jansrud 1        |                         |
| 2015 | Hannes Reichelt                              | Felix Neureuther           | Carlo Janka 1           |                         |
| 2014 | Patrick Küng                                 | Alexis Pinturault          | Ted Ligety 1            |                         |
| 2013 | Christof Innerhofer                          | Felix Neureuther           | Alexis Pinturault 1     |                         |
| 2012 | Beat Feuz                                    | Ivica Kostelić             | Ivica Kostelić 1        |                         |
| 2011 | Klaus Kröll                                  | Ivica Kostelić             | Ivica Kostelić 1        |                         |
| 2010 | Carlo Janka                                  | Ivica Kostelić             | Bode Miller 1           |                         |
| 2009 | Didier Défago                                | Manfred Pranger            | Carlo Janka 1           |                         |
| 2008 | Bode Miller                                  | Jean-Baptiste Grange       | Jean-Baptiste Grange 1  |                         |
| 2007 | Bode Miller                                  | ---                        | Mario Matt 1            |                         |
| 2006 | Daron Rahlves                                | Giorgio Rocca              | Benjamin Raich 1        |                         |
| 2005 | Michael Walchhofer                           | Alois Vogl                 | Benjamin Raich 1        |                         |
| 2004 | ---                                          | Benjamin Raich             | ---                     |                         |
| 2003 | Stephan Eberharter Bruno Kernen              | Giorgio Rocca              | Kjetil André Aamodt     |                         |
| 2002 | Stephan Eberharter                           | Ivica Kostelić             | Kjetil André Aamodt     |                         |
| 2001 | ---                                          | Benjamin Raich             | ---                     |                         |
| 2000 | Josef Strobl                                 | Kjetil André Aamodt        | ---                     |                         |
| 1999 | Lasse Kjus                                   | Benjamin Raich             | Lasse Kjus              |                         |
| 1998 | Hermann Maier Andreas Schifferer             | Thomas Stangassinger 2     | Hermann Maier           |                         |
| 1997 | Kristian Ghedina                             | Thomas Sykora              | ---                     |                         |
| 1996 | ---                                          | ---                        | ---                     |                         |
| 1995 | Kristian Ghedina Kyle Rasmussen              | Alberto Tomba              | Marc Girardelli         |                         |
| 1994 | William Besse                                | ---                        | ---                     | Marc Girardelli 3       |
| 1993 | ---                                          | ---                        | ---                     |                         |
| 1992 | Franz Heinzer                                | Alberto Tomba              | Paul Accola             |                         |
| 1991 | Daniel Mahrer 5                              | ---                        | ---                     |                         |
| 1990 | ---                                          | ---                        | ---                     |                         |
| 1989 | Marc Girardelli                              | Rudolf Nierlich            | Marc Girardelli         |                         |
| 1988 | ---                                          | ---                        | ---                     |                         |
| 1987 | Markus Wasmeier                              | Joël Gaspoz                | Pirmin Zurbriggen       |                         |
| 1986 | ---                                          | Rok Petrovič               | ---                     |                         |
| 1985 | Helmut Höflehner 6 Peter Wirnsberger         | Marc Girardelli            | Michel Vion             |                         |
| 1984 | Bill Johnson                                 | ---                        | ---                     |                         |
| 1983 | ---                                          | ---                        | ---                     |                         |
| 1982 | Harti Weirather                              | Phil Mahre                 | Pirmin Zurbriggen       |                         |
| 1981 | Toni Bürgler                                 | Bojan Križaj               | Waleri Zyganow          |                         |
| 1980 | Ken Read Peter Müller                        | Bojan Križaj               | Michael Veith           |                         |
| 1979 | ---                                          | ---                        | ---                     |                         |
| 1978 | ---                                          | Klaus Heidegger            | ---                     |                         |
| 1977 | Franz Klammer                                | Ingemar Stenmark           | Walter Tresch           |                         |
| 1976 | Herbert Plank Franz Klammer                  | Ingemar Stenmark           | Franz Klammer           |                         |
| 1975 | Franz Klammer                                | Ingemar Stenmark           | Gustav Thöni            |                         |
| 1974 | Roland Collombin                             | Christian Neureuther       | David Zwilling          |                         |
| 1973 | ---                                          | Christian Neureuther       | ---                     |                         |
| 1972 | ---                                          | Jean-Noël Augert           | ---                     |                         |
| 1971 | ---                                          | ---                        | ---                     |                         |
| 1970 | Henri Duvillard                              | Patrick Russel             | Henri Duvillard         |                         |
| 1969 | Karl Schranz                                 | Reinhard Tritscher         | Heini Messner           |                         |
| 1968 | Gerhard Nenning                              | Dumeng Giovanoli           | Gerhard Nenning         |                         |
| 1967 | Jean-Claude Killy                            | Jean-Claude Killy          | Jean-Claude Killy       |                         |
| 1966 | Karl Schranz                                 | Guy Périllat               | Karl Schranz            |                         |
| 1965 | Stefan Sodat                                 | Guy Périllat               | Karl Schranz            |                         |
| 1964 | Egon Zimmermann 4                            | Ludwig Leitner             | Gerhard Nenning         |                         |
| 1963 | Karl Schranz                                 | Guy Périllat               | Guy Périllat            |                         |
| 1962 | ---                                          | Adolf Mathis               | ---                     |                         |
| 1961 | Guy Périllat                                 | Josef Stiegler             | Guy Périllat            |                         |
| 1960 | Willy Bogner                                 | Hias Leitner               | Josef Stiegler          |                         |
| 1959 | Karl Schranz                                 | Ernst Oberaigner           | Ernst Oberaigner        |                         |
| 1958 | Toni Sailer                                  | Josef Rieder               | Wallace Werner          |                         |
| 1957 | Toni Sailer                                  | Andreas Molterer           | Josef Rieder            |                         |
| 1956 | Toni Sailer                                  | Andreas Molterer           | Josef Rieder            |                         |
| 1955 | Toni Sailer                                  | Martin Julen               | Toni Sailer             |                         |
| 1954 | Christian Pravda                             | Toni Spiss                 | Christian Pravda        |                         |
| 1953 | Andreas Molterer                             | Andreas Molterer           | Andreas Molterer        |                         |
| 1952 | Othmar Schneider                             | Stein Eriksen              | Othmar Schneider        |                         |
| 1951 | Othmar Schneider                             | Stein Eriksen              | Othmar Schneider        |                         |
| 1950 | Fred Rubi                                    | Zeno Colò                  | Fred Rubi               |                         |
| 1949 | Rudolf Graf                                  | Zeno Colò                  | Adolf Odermatt          |                         |
| 1948 | Zeno Colò                                    | Karl Molitor               | Karl Molitor            |                         |
| 1947 | Karl Molitor                                 | Olle Dalman                | Edy Rominger            |                         |
| 1946 | Jean Blanc                                   | Otto von Allmen            | Karl Molitor            |                         |
| 1945 | Karl Molitor                                 | Otto von Allmen            | Otto von Allmen         |                         |
| 1944 | Rudolf Graf                                  | Marcel von Allmen          | Marcel von Allmen       |                         |
| 1943 | Karl Molitor                                 | Heinz von Allmen           | Heinz von Allmen        |                         |
| 1942 | Karl Molitor                                 | Heinz von Allmen           | Heinz von Allmen        |                         |
| 1941 | Rudolf Graf                                  | Marcel von Allmen          | Marcel von Allmen       |                         |
| 1940 | Karl Molitor                                 | Karl Molitor               | Karl Molitor            |                         |
| 1939 | Karl Molitor                                 | Josef Jennewein            | Willi Walch             |                         |
| 1938 | Heinz von Allmen                             | Rudolf Cranz               | Heinz von Allmen        |                         |
| 1937 | Heinz von Allmen                             | Willi Walch                | Willi Walch             |                         |
| 1936 | Hans Schlunegger                             | Hermann Steuri             | Émile Allais            |                         |
| 1935 | Richard Werle                                | Arnold Glatthard           | Willy Steuri            |                         |
| 1934 | Adolf Rubi                                   | Adolf Rubi                 | Adolf Rubi              |                         |
| 1933 | ---                                          | ---                        | ---                     |                         |
| 1932 | Fritz Steuri                                 | Fritz von Allmen           | Fritz Steuri            |                         |
| 1931 | Fritz Steuri                                 | Hans Schlunegger           | Fritz Steuri            |                         |
| 1930 | Christian Rubi                               | Ernst Gertsch Bill Bracken | Bill Bracken            |                         |

## Bestenlisten
Aktualisiert am 18. Januar 2025

### Abfahrt
| Platz | Name                    | Siege |
| ----- | ----------------------- | ----- |
| 1.    | Karl Molitor            | 6     |
| 2.    | Karl Schranz            | 4     |
| 2.    | Toni Sailer             | 4     |
| 4.    | Beat Feuz               | 3     |
| 4.    | Franz Klammer           | 3     |
| 4.    | Rudolf Graf             | 3     |
| 4.    | Marco Odermatt          | 3     |
| 8.    | Aleksander Aamodt Kilde | 2     |
| 8.    | Vincent Kriechmayr      | 2     |
| 8.    | Bode Miller             | 2     |
| 8.    | Stephan Eberharter      | 2     |
| 8.    | Kristian Ghedina        | 2     |
| 8.    | Marc Girardelli         | 2     |
| 8.    | Othmar Schneider        | 2     |
| 8.    | Heinz von Allmen        | 2     |
| 8.    | Fritz Steuri            | 2     |

### Slalom
| Platz | Name                 | Siege |
| ----- | -------------------- | ----- |
| 1.    | Ivica Kostelić       | 4     |
| 2.    | Henrik Kristoffersen | 3     |
| 2.    | Benjamin Raich       | 3     |
| 2.    | Ingemar Stenmark     | 3     |
| 2.    | Guy Périllat         | 3     |
| 2.    | Andreas Molterer     | 3     |
| 7.    | Clément Noël         | 2     |
| 7.    | Felix Neureuther     | 2     |
| 7.    | Giorgio Rocca        | 2     |
| 7.    | Alberto Tomba        | 2     |
| 7.    | Bojan Križaj         | 2     |
| 7.    | Christian Neureuther | 2     |
| 7.    | Stein Eriksen        | 2     |
| 7.    | Zeno Colò            | 2     |
| 7.    | Karl Molitor         | 2     |
| 7.    | Otto von Allmen      | 2     |
| 7.    | Marcel von Allmen    | 2     |
| 7.    | Heinz von Allmen     | 2     |

### Kombination
| Platz | Name                | Siege |
| ----- | ------------------- | ----- |
| 1.    | Karl Molitor        | 3     |
| 1.    | Heinz von Allmen    | 3     |
| 3.    | Carlo Janka         | 2     |
| 3.    | Ivica Kostelić      | 2     |
| 3.    | Benjamin Raich      | 2     |
| 3.    | Kjetil André Aamodt | 2     |
| 3.    | Marc Girardelli     | 2     |
| 3.    | Pirmin Zurbriggen   | 2     |
| 3.    | Gerhard Nenning     | 2     |
| 3.    | Karl Schranz        | 2     |
| 3.    | Guy Périllat        | 2     |
| 3.    | Josef Rieder        | 2     |
| 3.    | Othmar Schneider    | 2     |
| 3.    | Marcel von Allmen   | 2     |
| 3.    | / Wilhelm Walch     | 2     |
| 3.    | Fritz Steuri        | 2     |

### Super-G
| Platz | Name                    | Siege |
| ----- | ----------------------- | ----- |
| 1.    | Marc Girardelli         | 1     |
| 1.    | Cyprien Sarrazin        | 1     |
| 1.    | Aleksander Aamodt Kilde | 1     |
| 1.    | Marco Odermatt          | 1     |
| 1.    | Franjo von Allmen       | 1     |

### Gesamt (mindestens 3 Siege)
| Platz | Name                    | Siege |
| ----- | ----------------------- | ----- |
| 1.    | Karl Molitor            | 11    |
| 2.    | Heinz von Allmen        | 7     |
| 3.    | Ivica Kostelić          | 6     |
| 3.    | Marc Girardelli         | 6     |
| 3.    | Karl Schranz            | 6     |
| 3.    | Guy Périllat            | 6     |
| 7.    | Benjamin Raich          | 5     |
| 7.    | Toni Sailer             | 5     |
| 7.    | Andreas Molterer        | 5     |
| 10.   | Franz Klammer           | 4     |
| 10.   | Othmar Schneider        | 4     |
| 10.   | Marcel von Allmen       | 4     |
| 10.   | Fritz Steuri            | 4     |
| 10.   | Marco Odermatt          | 4     |
| 15.   | Aleksander Aamodt Kilde | 3     |
| 15.   | Henrik Kristoffersen    | 3     |
| 15.   | Carlo Janka             | 3     |
| 15.   | Beat Feuz               | 3     |
| 15.   | Bode Miller             | 3     |
| 15.   | Kjetil André Aamodt     | 3     |
| 15.   | Ingemar Stenmark        | 3     |
| 15.   | Jean-Claude Killy       | 3     |
| 15.   | Gerhard Nenning         | 3     |
| 15.   | Josef Rieder            | 3     |
| 15.   | Rudolf Graf             | 3     |
| 15.   | Zeno Colò               | 3     |
| 15.   | Otto von Allmen         | 3     |
| 15.   | / Wilhelm Walch         | 3     |
| 15.   | Adolf Rubi              | 3     |